# União de Krewo

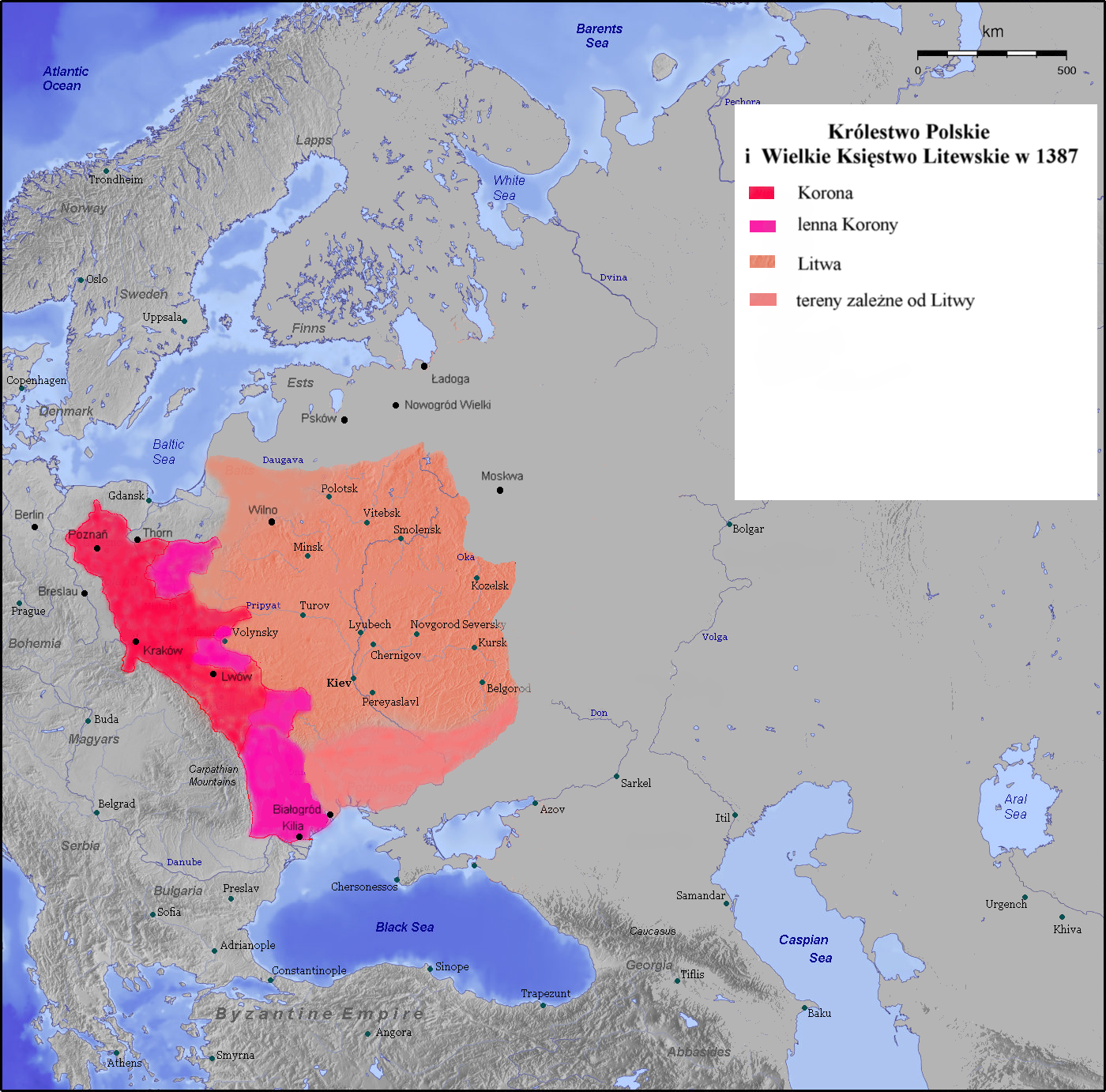
Mapa da união da Polônia e da Lituânia em 1387

A União de Krewo, também conhecida por Ato de Krėva (outros nomes União de Krevo, Ato de Kreva) foi um conjunto de promessas de Jogaila, Grão-Duque da Lituânia para o seu casamento com a rainha, menor de idade, Jadwiga da Polônia. Através deste casamento, criou-se uma união pessoal ou dinástica entre a Polônia e a Lituânia. O documento foi assinado na cidade de Kreva em 14 de agosto de 1385 e estipulava o seguinte:
- a proposta de casamento. O casamento foi arranjado entre o Grão-Duque da Lituânia Jogaila e Jadwiga da Polônia
- a conversão do pagão Jogaila e outros nobres lituanos ao catolicismo romano’’
- o pagamento de duzentos mil florins a Guilherme, Duque da Áustria. O dinheiro foi pago como indenização pela dissolução do compromisso de noivado entre Jadwiga da Polônia e Guilherme.
- a devolução das terras polonesas conquistadas por Jogaila
- a libertação de todos os prisioneiros de guerra cristãos mantidos pelos lituanos
- a união das terras da Lituânia e Rutênia à coroa da Polônia

As partes no ato de negociação foram: Jogaila e quatro de seus parentes mais próximos de um lado, a mãe da menor de idade Jadwiga, rainha e viúva herdeira Elisabete, Regente da Hungria e alguns representantes poloneses, do outro lado. O ato revela-se como sendo as promessas de Jogaila dadas à família da noiva por ocasião do casamento e o compromisso por parte da noiva parece não ter sido assinado.
A conseqüência seria a coroação de Jogaila como Rei da Polônia, jure uxoris no próximo ano e seu batismo. O novo nome de batismo de Jogaila,  Vladislau foi escolhido em homenagem ao bisavô de Jadwiga, o rei Vladislau, o Pequeno, o penúltimo Piast a ocupar o trono real da Polônia e o unificador do fragmentado país. O número real "II" para o novo rei é uma invenção posterior, assim como a versão polonizada de seu nome lituano "Jagiełło". Qualquer uso contemporâneo juntando os dois nomes Vladislau e Jagiello (ou seus topônimos) é duvidoso. Hoje em dia os poloneses se referem a ele como Władysław II Jagiełło.
Chegou um tempo, que a nobreza polonesa ficou insatisfeita com as conexões dinásticas que se vinham realizando com a Hungria e interesses compartilhados tais como oposição aos Cavaleiros Teutônicos e a ameaça crescente da Moscóvia levaram os dois Estados a sentiram que uma união entre eles possibilitaria uma maior força em face às ameaças externas.
Enquanto Władysław II Jagiełło e Jadwiga governavam a Polônia e a Lituânia, o poder real no Grão-Ducado da Lituânia coube a seu primo, Vytautas, o Grande, que seguiu por lá uma política independente. Com a morte da Rainha Jadwiga em 1399, Władysław II Jagiełło se tornou o único governante da Polônia e o primeiro dos reis da Dinastia Jagiellon. Seu comando das forças da união polaco-lituana foi crucial para a derrota dos Cavaleiros Teutônicos na Batalha de Grunwald em 1410.
Somente a União de Lublin (1569) criou uma união permanente entre o Reino da Polônia e o Grão-Ducado da Lituânia, após a qual a República das Duas Nações foi formada. Finalmente, a Constituição de 3 de maio de 1791 declarou que os dois Estados eram um só. Logo a seguir, eles foram separados formalmente, mas estiveram, a maior parte do século XIX, sob o domínio da Rússia, embora administrativamente separados. No início do século XX, ambos conseguiram sua independência e desde então, não mais tiveram qualquer união formal.